# セントルイス湖
セントルイス湖（セントルイスこ、Lac Saint-Louis　サンルイ湖）とは、カナダのケベック州南西部、セントローレンス川とオタワ川の合流地点にある湖。モントリオール島に隣接する。
異なった色の水が出会う湖の中央では線が見える。
湖の北と東はモントリオール島、西はペロー島である。
南には Beauharnois 、 the Beauharnois power-dam 、運河がある。
この湖にはセントローレンス航路の一部が通る。